# Joe Oriolo
Compléments
créateur de Casper le gentil fantôme

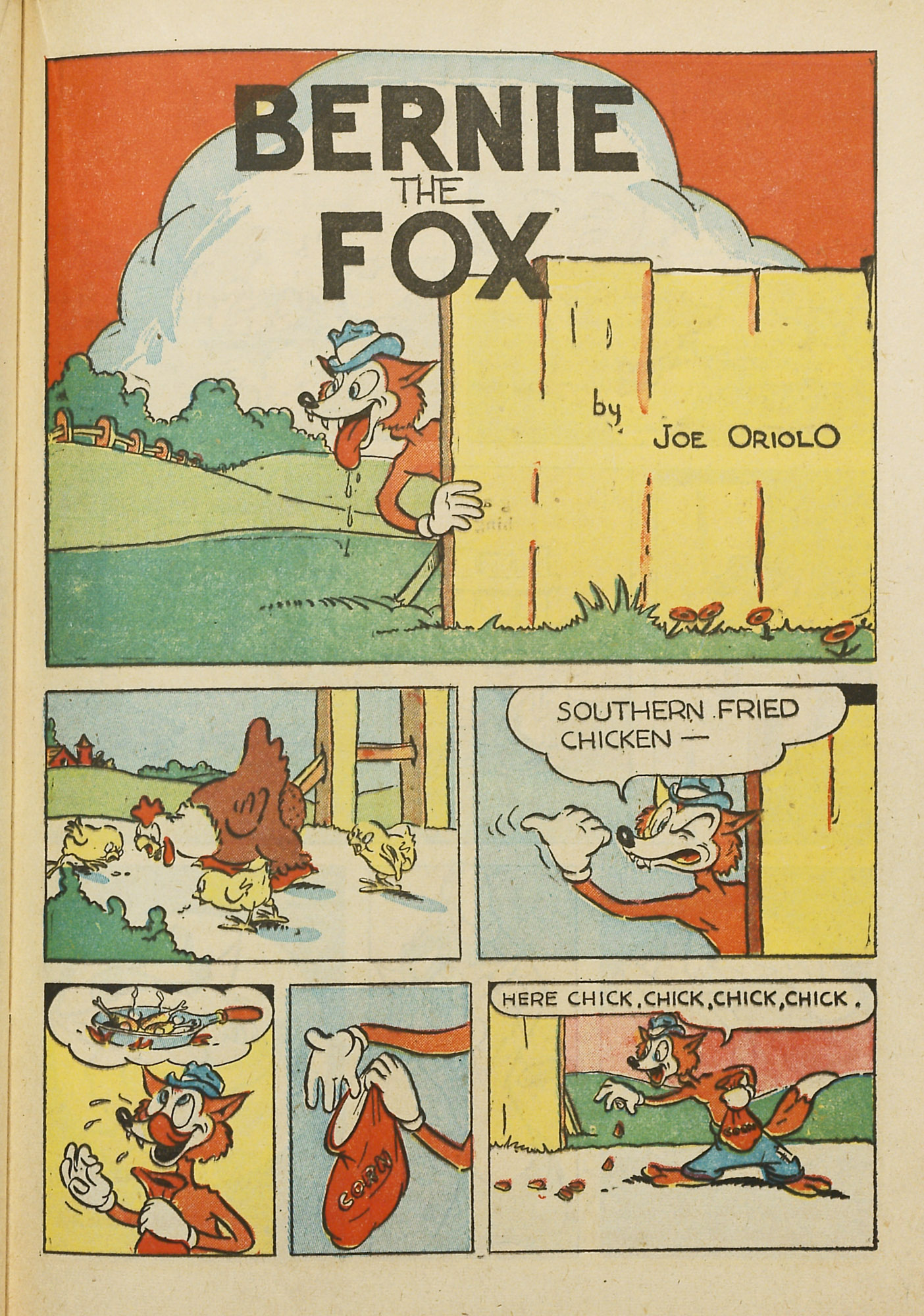
La première page d'une bande dessinée de "Bernie le Renard" sur le troisième numéro de la série Coo Coo Comics publiée par Nedor Publishing.

Joe Oriolo (21 février 1913 - 25 décembre 1985) est un dessinateur de comics et un animateur connu pour avoir créé avec Seymour Reit le personnage de Casper le gentil fantôme et avoir travaillé sur la série animée des années 60: Félix le chat.

## Biographie
Joseph D. Oriolo connu aussi sous les noms de Joseph Oriolo ou Joe Oriolo, naît le 21 février 1913 à Union City dans le New Jersey. En 1933 il est engagé par les studios Fleischer. C'est là qu'il crée avec Seymour Reit en 1940 le personnage de Casper le gentil fantôme. Deux versions de cette création s'opposent. Reit affirme qu'il aurait créé seul le personnage et qu'Oriolo n'aurait fait qu'esquisser l'apparence de Casper. L'autre version est qu'il s'agit d'une création commune. Quoi qu'il en soit, les deux décident de vendre pour 200 $ le personnage aux studios Fleischer qui devient propriétaire de tous les droits. Cependant Casper apparaît pour la première fois seulement en 1945 dans le dessin animé The Friendly Ghost. Lorsqu'en 1942 le studio Fleischer est racheté par Paramount, il rencontre Otto Messmer, le créateur de Félix le chat. En 1958, il s'associe avec Pat Sullivan qui est le neveu de William O. Sullivan le premier propriétaire du copyright de Félix le chat. Ensemble ils créent la série animée mettant en scène ce personnage. Au total il a dirigé 254 épisodes de ce dessin animé. Il a aussi créé   Mighty Hercules et a interprété plusieurs personnages dans le dessin animé Gulliver's Travel. Dans le domaine des comics il a dessiné plusieurs histoires de Felix le chat. Joe Oriolo meurt le 25 décembre 1985 à Hackensack dans le New Jersey.

## Récompense
- 1984 : Prix du Motion Picture Screen Cartoonist